# Società Polisportiva Ars et Labor 1971-1972
Questa voce raccoglie le informazioni riguardanti la Società Polisportiva Ars et Labor nelle competizioni ufficiali della stagione 1971-1972.

## Stagione
Si riparte all'attacco della serie cadetta, ancora con Cesare Meucci in panchina e un reparto avanzato che quest'anno sarà veramente incisivo: Maurizio Cavazzoni, Giuliano Musiello e Bruno Zanolla, che con 19 centri sarà il bomber di stagione. Zanolla è un prodotto del Centro di Addestramento Giovanile, edificato dal presidente Paolo Mazza qualche anno prima grazie alla somma guadagnata dalla cessione di Fabio Capello alla Roma.
In campionato i biancazzurri non colgono l'obiettivo sperato e giungono terzi in coabitazione con la Sambenedettese, lontani dall'Ascoli di Carlo Mazzone che vince il torneo con un buon vantaggio sul Parma.

## Rosa
| N. |                   | Ruolo | Calciatore         |
| -- | ----------------- | ----- | ------------------ |
|    | Italia (bandiera) | A     | Enrico Albrigi     |
|    | Italia (bandiera) | C     | Gilberto Antonioli |
|    | Italia (bandiera) | A     | Giovanni Asnicar   |
|    | Italia (bandiera) | D     | Giulio Boldrini    |
|    | Italia (bandiera) | D     | Enrico Cairoli     |
|    | Italia (bandiera) | D     | Franco Cariolato   |
|    | Italia (bandiera) | A     | Maurizio Cavazzoni |
|    | Italia (bandiera) | C     | Luigi Delneri      |
|    | Italia (bandiera) | P     | Franco Fattori     |
|    | Italia (bandiera) | A     | Mauro Gibellini    |
|    | Italia (bandiera) | C     | Ennio Giuntini     |
|    | Italia (bandiera) | D     | Saul Malatrasi     |

| N. |                   | Ruolo | Calciatore         |
| -- | ----------------- | ----- | ------------------ |
|    | Italia (bandiera) | P     | Roberto Marconcini |
|    | Italia (bandiera) | D     | Massimo Matteucci  |
|    | Italia (bandiera) | A     | Alberto Medeot     |
|    | Italia (bandiera) | C     | Fulvio Miorandi    |
|    | Italia (bandiera) | D     | Giuseppe Molinari  |
|    | Italia (bandiera) | A     | Giuliano Musiello  |
|    | Italia (bandiera) | C     | Renzo Ragonesi     |
|    | Italia (bandiera) | C     | Elio Rinero        |
|    | Italia (bandiera) | A     | Ugo Tosetto        |
|    | Italia (bandiera) | D     | Enzo Vecchiè       |
|    | Italia (bandiera) | A     | Bruno Zanolla      |
|    | Italia (bandiera) | C     | Piero Zini         |

## Risultati

### Serie C

#### Girone di andata
| Arbitro: | Iseppi (San Donà di Piave) |

|                                |           |  |
| Cavazzoni 57’ Zanolla 63’, 66’ | Marcatori |  |

| Arbitro: | R. Lattanzi (Roma) |

|              |           |               |
| Basilico 47’ | Marcatori | 17’, 85’ Zini |

| Arbitro: | Agnolin (Bassano del Grappa) |

|             |           |  |
| Zanolla 81’ | Marcatori |  |

| Arbitro: | Chiapponi (Livorno) |

|                            |           |          |
| Colombini 4’ Campanini 49’ | Marcatori | 87’ Zini |

| Arbitro: | Martinelli (Catanzaro) |

|                                         |           |             |
| Zini 29’ Cavazzoni 34’ Zanolla 65’, 82’ | Marcatori | 12’ Rancati |

| Arbitro: | Pesciarelli (Roma) |

|               |           |             |
| Salvemini 75’ | Marcatori | 18’ Zanolla |

| Arbitro: | Ambrosio (Napoli) |

|                                   |           |  |
| Malatrasi 44’ (rig.) Miorandi 63’ | Marcatori |  |

| Arbitro: | Casarin (Milano) |

|          |           |             |
| Joan 89’ | Marcatori | 90’ Zanolla |

| Arbitro: | Busalacchi (Palermo) |

|            |           |  |
| Zanolla 3’ | Marcatori |  |

| Arbitro: | Porcelli (Lodi) |

|                          |           |                   |
| Nobili 6’ Olivieri I 40’ | Marcatori | 1’ (aut.) Santoro |

| Arbitro: | Calì (Roma) |

|              |           |              |
| Simonato 75’ | Marcatori | 28’ Giuntini |

| Ferrara 28 novembre 1971 12ª giornata | SPAL            | 0 – 0 | Olbia | Stadio Comunale\| Arbitro: \| Celli (Trieste) \| |
| Arbitro:                              | Celli (Trieste) |       |       |                                                  |

| Arbitro: | Laurenti (Padova) |

|            |           |                    |
| Macciò 28’ | Marcatori | 54’ (aut.) Melotti |

| Viareggio 12 dicembre 1971 14ª giornata | Viareggio          | 0 – 0 | SPAL | Stadio dei Pini\| Arbitro: \| Monforte (Palermo) \| |
| Arbitro:                                | Monforte (Palermo) |       |      |                                                     |

| Arbitro: | Grassi (Savona) |

|                                           |           |            |
| Asnicar II 37’ Beni 40’ (aut.) Rinero 51’ | Marcatori | 69’ Bovari |

| Arbitro: | Agnolin (Bassano del Grappa) |

|             |           |              |
| Poletto 27’ | Marcatori | 85’ Giuntini |

| Arbitro: | Mascia (Milano) |

|                           |           |  |
| Cavazzoni 38’ Zanolla 68’ | Marcatori |  |

| Arbitro: | Scolari (Verona) |

|               |           |  |
| Malatrasi 10’ | Marcatori |  |

| Arbitro: | V. Lattanzi (Roma) |

|               |           |                   |
| Gazzaniga 64’ | Marcatori | 42’ Bruno Zanolla |

#### Girone di ritorno
| Giulianova 30 gennaio 1972 20ª giornata | Giulianova       | 0 – 0 | SPAL | Stadio Rubens Fadini\| Arbitro: \| Lenardon (Siena) \| |
| Arbitro:                                | Lenardon (Siena) |       |      |                                                        |

| Arbitro: | Lupi (Genova) |

|                                        |           |  |
| Zanolla 36’ Giuntini 50’ Cavazzoni 69’ | Marcatori |  |

| Imola 13 febbraio 1972 22ª giornata | Imola         | 0 – 0 | SPAL | Stadio Romeo Galli\| Arbitro: \| Ciulli (Roma) \| |
| Arbitro:                            | Ciulli (Roma) |       |      |                                                   |

| Ferrara 27 febbraio 1972 23ª giornata | SPAL            | 0 – 0 | Del Duca Ascoli | Stadio Comunale\| Arbitro: \| Menegali (Roma) \| |
| Arbitro:                              | Menegali (Roma) |       |                 |                                                  |

| Parma 5 marzo 1972 24ª giornata | Parma                       | 0 – 0 | SPAL | Stadio Ennio Tardini\| Arbitro: \| Moretto (San Donà di Piave) \| |
| Arbitro:                        | Moretto (San Donà di Piave) |       |      |                                                                   |

| Arbitro: | Busalacchi (Palermo) |

|                   |           |  |
| Musiello 52’, 81’ | Marcatori |  |

| Arbitro: | Bianchi (Firenze) |

|  |           |              |
|  | Marcatori | 65’ Musiello |

| Arbitro: | Marino (Taranto) |

|                               |           |                                   |
| Musiello 44’, 53’ Zanolla 61’ | Marcatori | 83’ (rig.) Gonfiantini 89’ Falchi |

| Arbitro: | Andreoli (Padova) |

|             |           |  |
| Pezzato 11’ | Marcatori |  |

| Arbitro: | Benedetti (Roma) |

|             |           |                             |
| Musiello 7’ | Marcatori | 44’ Cervigni 45’ Olivieri I |

| Arbitro: | Pesciarelli (Roma) |

|              |           |              |
| Simonato 32’ | Marcatori | 39’ Ragonesi |

| Arbitro: | Crista (Livorno) |

|           |           |  |
| Croci 78’ | Marcatori |  |

| Arbitro: | Governa (Alessandria) |

|                                  |           |  |
| Zanolla 63’ (rig.) Gibellini 75’ | Marcatori |  |

| Arbitro: | Esposito (Torre Annunziata) |

|                              |           |             |
| Zanolla 44’, 80’ Albrigi 60’ | Marcatori | 21’ Colombo |

| Arbitro: | Lanzetti (Viterbo) |

|                                        |           |                        |
| Carnevali 3’, 30’ Valà 37’ Piccoli 82’ | Marcatori | 1’, 32’ (rig.) Zanolla |

| Arbitro: | Fuschi (Pescara) |

|  |           |                        |
|  | Marcatori | 26’ Callioni 83’ Rolla |

| San Giovanni Valdarno 4 giugno 1972 36ª giornata | Sangiovannese      | 0 – 0 | SPAL | Stadio Virgilio Fedini\| Arbitro: \| Zacchetti (Milano) \| |
| Arbitro:                                         | Zacchetti (Milano) |       |      |                                                            |

| Arbitro: | Esposito (Torre Annunziata) |

|                 |           |             |
| Pescosolido 20’ | Marcatori | 47’ Zanolla |

| Arbitro: | Iseppi (San Donà di Piave) |

|             |           |           |
| Zanolla 83’ | Marcatori | 87’ Rossi |